# 沈倫
沈伦（909年—987年11月16日），原名沈义伦，后因避宋太宗赵光义名讳而单名伦，字顺宜，开封太康（今河南省太康县）人。少年学习《三礼》，讲学授徒。后汉乾祐元年（948年），他作为使相、永兴军节度使白文珂的幕僚。后周显德三年（956年），他被宣徽使昝居润推荐为匡国军节度使赵匡胤的从事，掌管财政。
赵匡胤建立宋朝，沈义伦由归德军（宋州）观察推官升为户部郎中。较关心民间疾苦，961年沈义伦出使吴越时，途经淮南扬州、泗州，见饥荒、饥民饿死，他回朝请宋太祖下诏赈济淮南。建隆三年（962年）十一月，沈义伦升给事中。乾德元年（963年），沈义伦改任陕西转运使。乾德二年（964年）十一月，宋攻后蜀，沈义伦为随军转运使。宋朝灭后蜀後，诸将贪暴，只有沈义伦和都监曹彬清廉。乾德五年（967年）八月，在曹彬的推荐下，沈义伦升任户部侍郎、枢密副使。开宝二年（969年）二月，宋太祖亲征北汉，沈义伦辅佐赵光义留守东京。他为人节俭、谨慎，住房一直保持卑陋狭小。开宝六年（973年）八月，左仆射兼门下侍郎赵普被罢相，为河阳三城节度使。九月，枢密副使沈义伦、参知政事薛居正同日升为宰相（同中书门下平章事）。
开宝九年（976年）十月，赵光义继位为宋太宗后，沈义伦为宋太宗避讳，改名沈伦。太平兴国四年（979年）二月，宋太宗亲征北汉和辽朝，沈伦为东京留守兼判开封府事，留守东京。
太平兴国六年（981年）六月，首相薛居正去世，沈伦升为宰相。九月，赵普因制造“金匮之盟”的故事，被宋太宗重新提拔为首相，沈伦再任次相。宋太宗和赵普诬称秦王赵廷美勾结次相卢多逊谋反前夕，沈伦不愿卷入政治斗争，上表求致仕。太平兴国七年（982年）四月，宋太宗以沈伦不能觉察卢多逊之罪，将他罢相。沈伦再上表请致仕，七月，以左仆射致任。雍熙四年（987年）十月廿三壬子日，沈伦去世，享年79岁，谥号恭惠。

## 延伸阅读
[在维基数据编辑]
 在维基文库阅读此作者作品
 《宋史/卷264》，出自脱脱《宋史》